# Still GmbH
Pour les articles homonymes, voir Still.
Still GmbH, basé à Hambourg, est un fabricant allemand de chariots élévateur et d'équipements d'entrepôt, qui se décrit comme un service intégral dans la logistique interne et fait partie du groupe Kion.

## Histoire
La société a été fondée en 1920 par Hans Still, à l'origine comme société pour la réparation de moteurs électriques. Rapidement, Still se lance dans la fabrication de ses propres produits (générateurs et groupes électrogènes) et en 1949 le premier chariot élévateur est produit, ce qui lui amène comme client la société des chemins de fer d’Allemagne Fédérale (Deutsche Bundesbahn).
En 1968, Still rejoint la Esslingen Maschinenfabrik  (ateliers de constructions mécaniques d’Esslingen); l'entreprise est reprise en 1973 par Linde AG . En 1989, Still rachète la société française  Saxby à Montataire, puis en 1997, la société allemande Wagner à Reutlingen. En 2001, Still fait l'acquisition d'un fabricant local de Rio de Janeiro et en 2004 de la société suédoise Stocka.

En septembre 2006, Still, en collaboration avec Linde Material Handling et la société italienne Officine Meccaniche, scission du groupe Linde AG, crée un consortium Kion Group,  puis est vendu à un consortium financier composé de KKR (fonds de pension Américain) et Goldman Sachs. 
Le Groupe Kion qui a été créé par un consortium sous forme de LBO et qui aujourd'hui est contraint de licencier 250 personnes en France et 350 en Italie pour s'adapter aux marchés. En effet la concurrence (Jungheinrich & Toyota) disposent d'usines de magasinage dont la capacité de production est très supérieure à Kion. . La guerre des prix de revient est stratégique sur les produits à faible CA et fort volume.
La production de Montataire est transférée à Luzzara & celle de Bari à Hambourg.L'usine de Montataire au moment de sa fermeture avait un carnet de commande plein et ses résultats largement bénéficiaire, il s'agit en réalité d'un licenciement boursier.

## Produits
Still est leader de son marché dans le domaine des chariots élévateurs électriques dans la gamme de 1,0 à 8 tonnes. 
Premier constructeur à proposer le changement latéral de la batterie (par un simple transpalette), Still révolutionne son marché et obtient pour ce développement le prix Janus de l'industrie en 2006. Cette innovation bouscule le marché de la manutention et permet aux industriels et logisticiens de repenser leur consommation  d'énergie.
De plus, il existe une gamme de chariots élévateurs équipés de moteurs à combustion d'une capacité de 1,6 à 8 tonnes en diesel ou version GPL. 
Sur ce segment Still est à nouveau précurseur en proposant le premier chariot hybrid. Ce système de transmission est présent dans sa gamme depuis 1982. Cette technologie offre aux utilisateurs la plus faible consommation du marché pour un chariot élévateur et une conduite aussi souple qu'un appareil électrique.
Depuis 2011, Still a étoffé sa gamme thermique en proposant un produit simple pour riposter face aux concurrents asiatiques.
Still fournit également des véhicules utilisés pour la manutention dans le stockage à allées étroites. 

En outre, Still se positionne dans les produits de services, tels que des flux de matières - et les systèmes de gestion de flotte, des systèmes de rayonnages industriels (allant de systèmes de rayonnages statiques et des palettes, effraction ou en porte-à-faux par le biais des systèmes de rayonnages dynamiques), divers types de financement et de service complet de modèles et d'applications avec la technologie identification par radio-fréquence (Radio Frequency Identification ou RFID).

## Localisations
National (Allemagne)
- 14 bureaux d'affaires et
- 780 centres de service

International

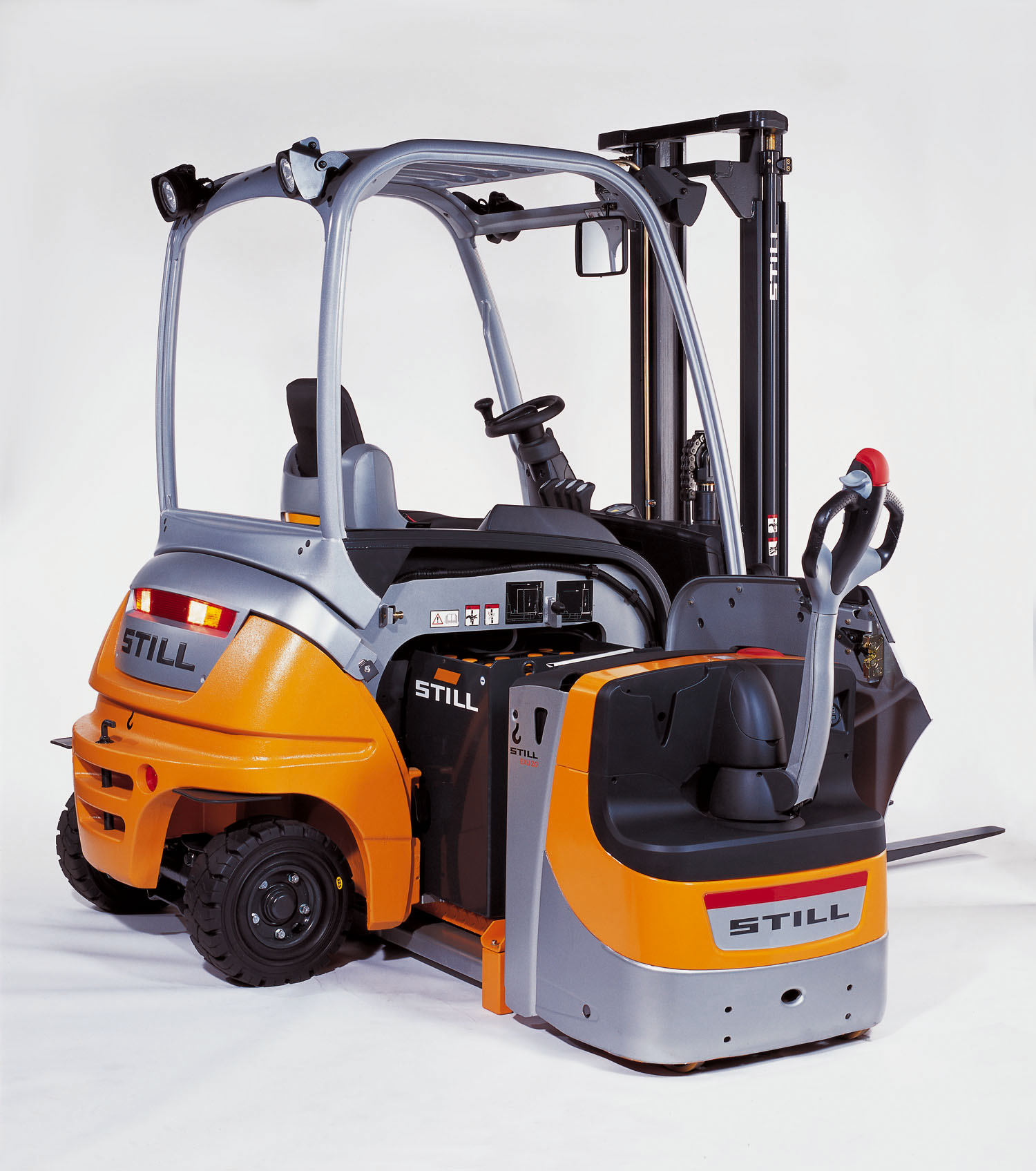
Chariot élévateur électrique Still avec transpalette électrique en train de changer la batterie

- 20 filiales et 179 concessionnaires
- plus de 1500 centres de service
- plus de 2300 personnes

Les sites de production
- Allemagne: Hambourg, Reutlingen
- Brésil: Rio de Janeiro
- France: Châtellerault usine en commun avec Fenwick-Linde groupe KION
- Italie: Luzzara